# Петровский сельсовет (Истринский район)
Петровский сельсовет — упразднённая административно-территориальная единица, существовавшая на территории Московской губернии и Московской области до 1939 года.
Петровский сельсовет был образован в первые годы советской власти. В 1919 году Петровский с/с входил в Лучинскую волость Звенигородского уезда Московской губернии.
14 января 1921 года Лучинская волость была передана в Воскресенский уезд.
По данным 1926 года в состав сельсовета входило село Петровское.
В 1929 году Петровский с/с был отнесён к Воскресенскому району Московского округа Московской области.
30 октября 1930 года Воскресенский район был переименован в Истринский район.
17 июля 1939 года Петровский с/с был упразднён, а его территория передана в Иваново-Октябрьский с/с.